# التهامي الراجي

### اسمه وكنيته ونسبه
هو الشيخ الدكتور سيدي أبو محمد التهامي الراجي الهاشمي بن سيدي الهاشمي بن سيدي عبد السلام، من أسرة مشهورة في العالم الإسلامي هي أسرة بني مشيش، التي تنحدر من الحسن بن علي . 

### مولده وتعليمه
ولد في أسرة علمية معروفة؛ فقد تسلسل العلم في أجداده، وكان والده سيدي الهاشمي وجده سيدي عبد السلام من الراسخين في العلم، خصوصا في علم القراءات، وقد أخذ الشيخ عنهما، كما يقول (مذاهب القراء في ياء الإضافة: 138): “لكن الذي قرأت وأقرأ به الآن نقلا عن الجد سيدي عبد السلام والأب سيدي الهاشمي هو بالنسبة لورش التقليل والإثبات (وفتح الياء طبعا)”. ويقول (مذاهب القراء في ياء الإضافة: 159): “بهذا أقرأ وهو الذي أخذته عن جدي سيدي عبد السلام بن الهاشمي بن أحمد وأبي سيدي الهاشمي،  بمنه وكرمه”.
وهو شيخ القراءات بالمغرب، فقد تمكن الدكتور التهامي الراجي الهاشمي رحمه الله من أن يدخل القراءات القرآنية إلى رحاب الجامعة المغربية لتصبح مادة مقررة قانونا في السلك الثاني من الإجازة في النظام القديم، وتقرر كمادة أساسية من المواد المدرسة في النظام الجديد، كما فتح وحدة للتكوين على مستوى الدراسات العليا والدكتوراه : وحدة مذاهب القراء في الغرب الإسلامي، التي عملت على تكوين الباحثين في مجال القراءات القرآنية بصفة عامة، والقراءات القرآنية بالمغرب الأقصى، مما مكن شعبة الدراسات الإسلامية بالجامعة المغربية من التوفر على أساتذة باحثين متخصصين في القراءات القرآنية .
ولد الأستاذ الدكتور التهامي الراجي الهاشمي بقرية البهاليل قرب مدينة فاس سنة 1936 م، وفيه بدا تعليمه الأولي، أما تعليمه الثانوي فقد تابعه بمدينة صفرو، وقد اهتم خلال ذلك بحفظ القرآن الكريم حفظا جيدا، كما حفظ كثيرا من المتون العلمية.
بدأ دراسته الجامعية بجامعة محمد الخامس بالرباط، ثم شد الرحال إلى باريس ليتابع دراسته بالسربون حيث حضر رسالة دكتوراه السلك الثالث، ثم انتقل إلى جامعة مدريد لتحضير أطروحة الدولة في موضوع القراءات القرآنية، تخصص لسانيات بعنوان : خلافات القراء بالمغرب والأندلس، تقع هذه الأطروحة في ثلاثة أجزاء، الجزء الأول مخصص للدراسة النظرية، الجزء الثاني حقق فيه رسالتين : التنبيه على الجهل والخطأ والتمويه للداني، وبيان الخلاف والتشهير لابن القاضي .أما الجزء الثالث فهو خاص بالملحقات .
أما مساره المهني فقد بدأه كمعلم للغة الفرنسية، ثم أستاذا للغة العربية بالثانوي، وتوج بتعيينه نائبا لوزير التعليم بإقاليم أكادير وطرفاية، ثم كلف بمهام التفتيش بمراكز تكوين المعلمين.
وفي سنة 1974 م عين أستاذا باحثا بمعهد الدراسات والأبحاث للتعريب، ثم مندوبا للرصيد اللغوي بالمغرب، ثم تولى رئاسة شعبة المعجميات بمعهد الدراسات والبحوث التابع لجامعة محمد الخامس، كما عين أستاذ كرسي القراءات القرآنية بمسجد الحسن الثاني، كما شغل منصب نائب رئيس المجلس العلمي بالرباط و سلا .وفي سنة 1982 شارك في التكوين بالمركز الوطني لتكوين مفتشي التعليم بالرباط

### أعماله
وفضلا عن التدريس والإشراف على الرسائل والأطاريح، والمساهمة في التوعية الفكرية والدينية، والمساهمة في المؤتمرات والندوات العلمية داخل المغرب وخارجه، كان للدكتور الهاشمي حضور قوي في مجال التأليف والتحقيق نذكر منها :
1 – المهذب فيما وقع في القرآن من المعرب( تحقيق )
2 – التعريف في اختلاف الرواة عن نافع ( تحقيق )
3 – إضاءة الراموس ظهر منه حتى الآن ثلاثة أجزاء ( تحقيق )
4 – توطئة لدراسة علم اللغة .
5 – بعض مظاهر التطور اللغوي .
6 – الثنائيات اللسانية .
7 – القراءات القرآنية و الوقف القرآني .
8 – القاضي عياض اللغوي من خلال حديث أم زرع .
9 – نظم و إدارة بني أمية في الأندلس من خلال المقتبس لابن حيان .
10 – الرسم الحديث ( كتاب مدرسي ) .
11 – الرياضيات الحديثة ( كتاب مدرسي ) .
12 – الأبواب بالأندلس .
13 – المبتكر في النحو ( كتاب مدرسي ) .{ الكتب المدرسية بالاشتراك مع آخرين }.
14 – وظيفة اللغة في مجتمعنا المعاصر .
15 – كيفية تعريب السوابق و اللواحق في اللغة العربية .
16 – معجم الدلائلية : فرنسي / عربي .
17 – منهجية أئمة القراء في الغرب الإسلامي ابتداء من القرن الخامس الهجري.
18 – أسلوب التكرار في القرآن الكريم .
بالإضافة إلى مشاركات قيمة ومتميزة منشورة في مجلة دعوة الحق من خلال مقالات علمية عن القراءات والدراسات القرآنية بلغت ستين مقالا.